# Bk (lok)
O, efter 1948 Bk, är en svensk ellokstyp.
O-loken tillverkades av ASEA i 21 exemplar; 15 för Bergslagernas Järnvägar (BJ) och 6 för Gävle–Dala Järnväg (GDJ). De användes främst i godstrafik.
1948 förstatligades både BJ och GDJ, vilket ledde till att O-loken bytte ägare till Statens Järnvägar (SJ). Hos SJ fanns det redan en loktyp som hade litterat O, så istället fick loken det nya litterat Bk. SJ fortsatte att använda Bk-loken i godstrafik, i huvudsak på sina gamla linjer. Det sista loket togs ur trafik 1975.
Ett Bk-lok rustades upp och återställdes till originalskick inför en resa med Svenska Järnvägsklubben 1972. Loket finns idag på Järnvägsmuseet.